# 櫻新町站
櫻新町站（日语：／ Sakura-shimmachi eki */?）是位於日本東京都世田谷區櫻新町，屬於東急電鐵田園都市線的鐵路車站。車站編號是DT05。

## 歷史
- 1907年（明治40年）4月1日 - 玉川電氣鐵道（之後的東急玉川線）通車。
- 1969年（昭和44年）5月10日 - 伴隨玉川線的廢線，櫻新町車站也隨之廢站。
- 1977年（昭和52年）4月7日 - 新玉川線（也就是今日的田園都市線）通車業[1]。
- 2000年（平成12年）8月6日 - 路線名稱進行整合，新玉川線改名為田園都市線。

## 結構

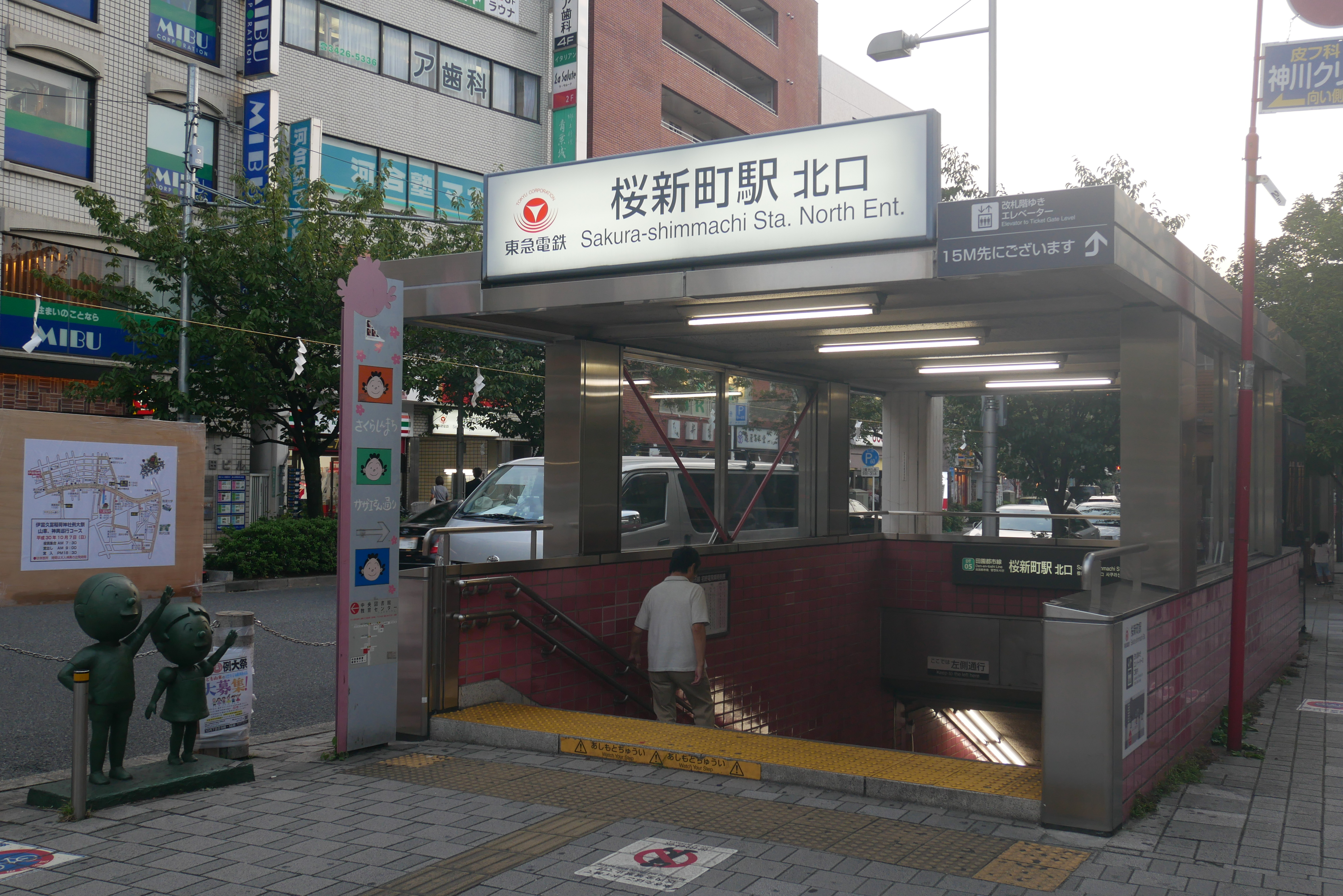
北口（2018年10月）
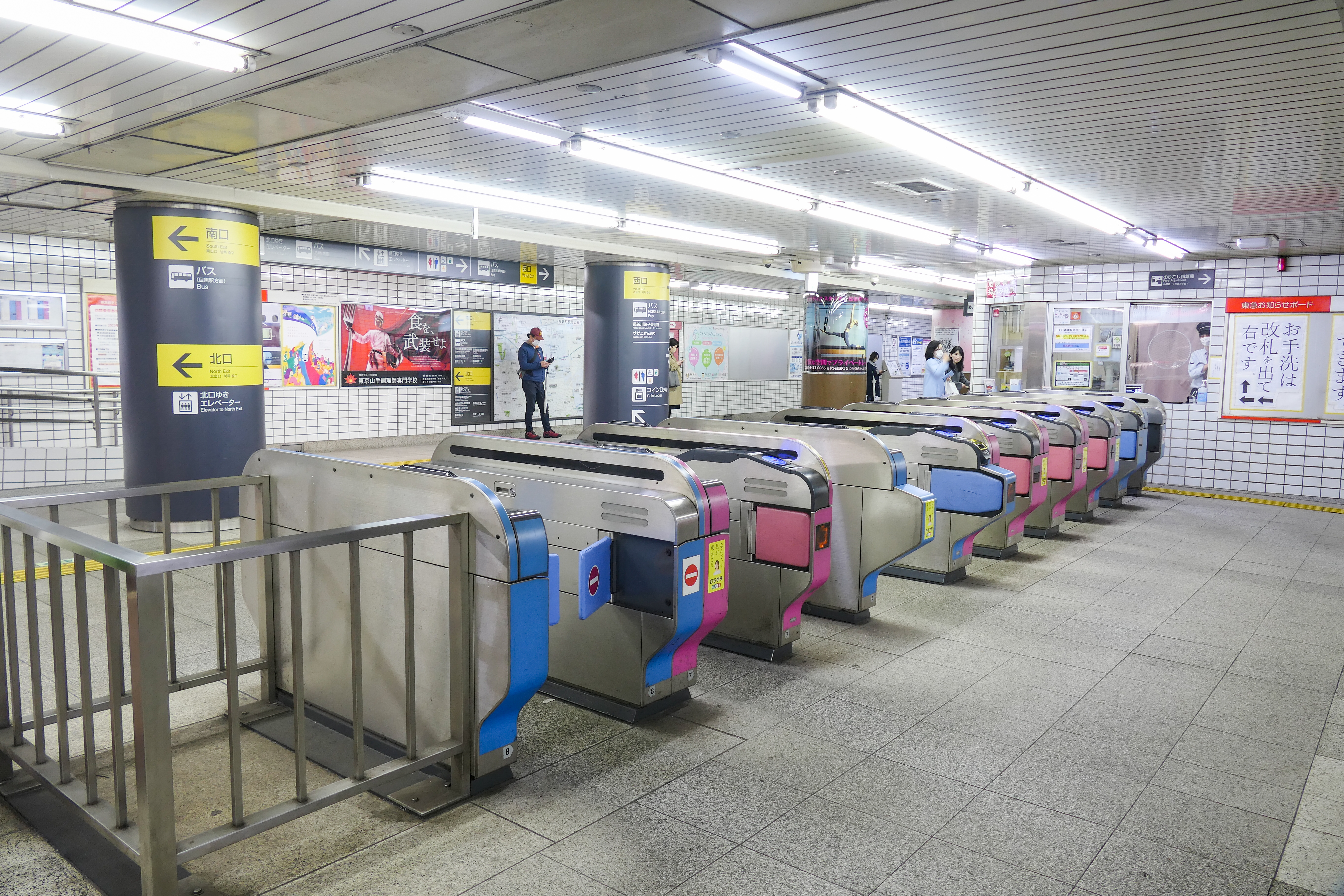
驗票閘口（2023年3月）
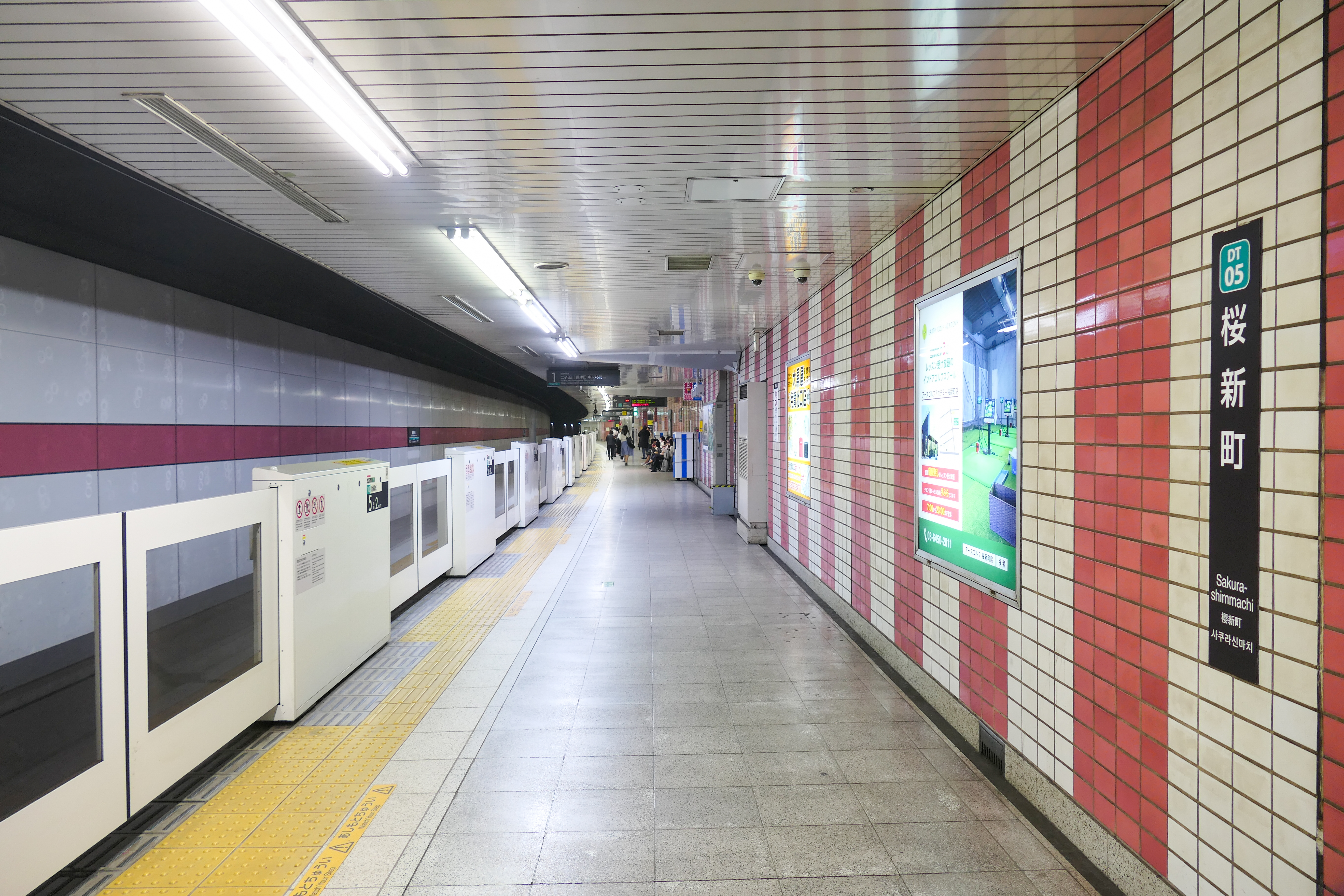
1號月台（2023年3月）
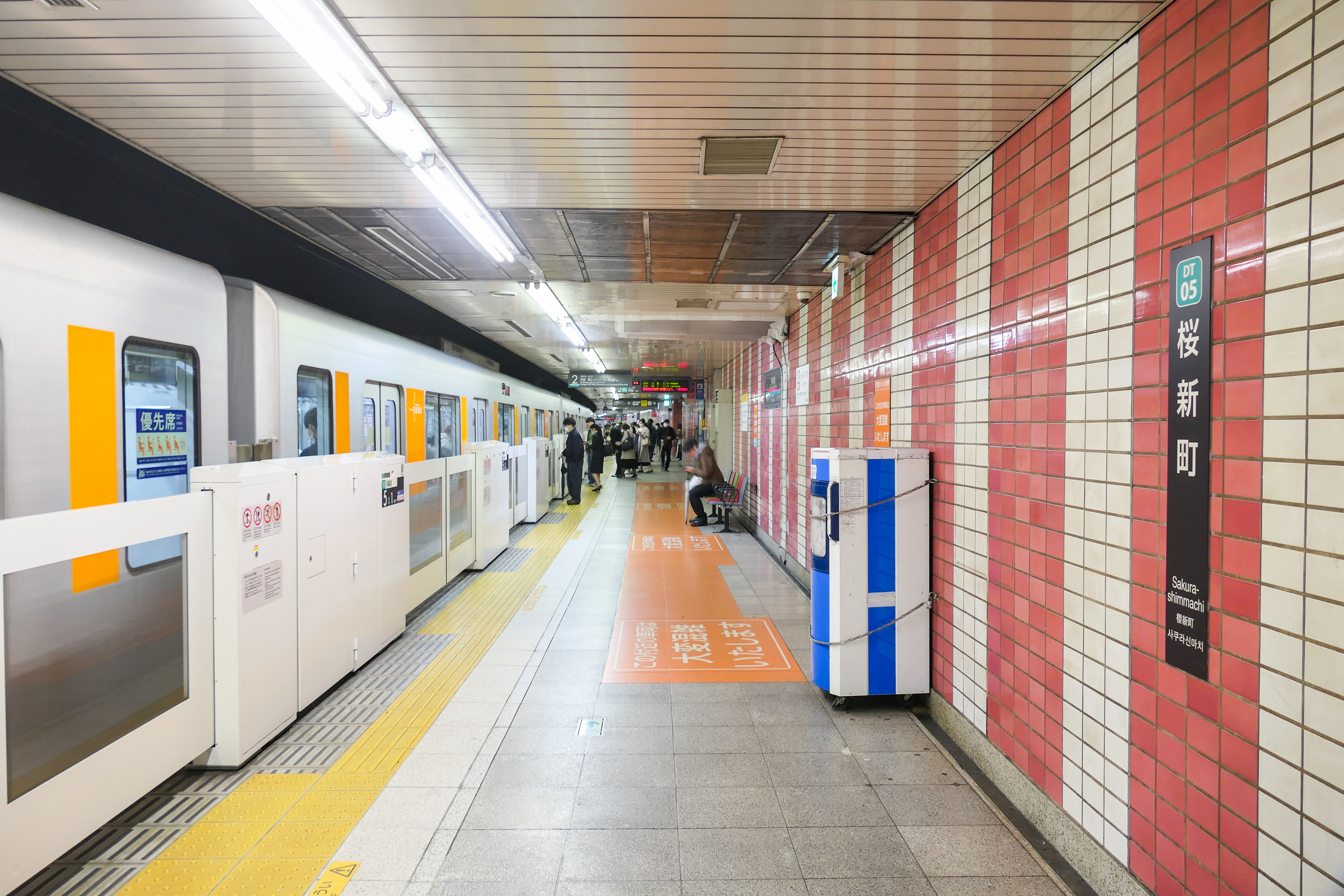
2號月台（2023年3月）

本站的兩方向月台分別位於地下2樓與地下3樓，皆由1面1線的側式月台與1線通過線組成，是雙層結構的地底車站。地下2樓是下行、地下3樓是上行。通過線在月台牆壁對側，因此無法看見月台。但月台兩側可見通過線的分岔點，因此可看見進出通過線的列車。
本站代表色因應站名選擇「櫻色」。但實際上使用的顏色比日本工業規格（JIS規格）制定的JIS慣用色名「櫻色」（■）較偏向紅色。2006年前後的壁面改良工程在牆壁上加上櫻花裝飾。
此站是日本首個在地下車站設置通過線的車站。類似的車站還有都營地下鐵新宿線瑞江站、東京地下鐵副都心線東新宿站、台灣高速鐵路的桃園站等。
地面與驗票口層之間設有電梯，而驗票口層與各月台層之間設有電扶梯與電梯。廁所在地下1樓付費區外（西口），於2005年改建，具有多功能盥洗室。
本站是澀谷至二子玉川間少數遠離國道246號線或首都高速3號線的車站。因此車站附近的大樓數量較少，也較為寧靜。

### 月台配置
| 月台 | 路線       | 方向 | 目的地                                     |
| ---- | ---------- | ---- | ------------------------------------------ |
| 1    | 田園都市線 | 下行 | 二子玉川、長津田、中央林間方向             |
| 2    | 田園都市線 | 上行 | 澀谷、 半藏門線 押上、 伊勢崎線 春日部方向 |

（來源：東急電鐵:車站構內圖 （页面存档备份，存于））
各站停車會在本站待避急行。但早晨尖峰時刻由於沒有急行，因此沒有待避進行。

## 使用情況
- 東急電鐵 - 2016年度1日平均上下車人次為71,753人[利用客数 1]。

近年1日平均上下、上車人次如下表。
| 年度               | 1日平均 上下車人次 | 1日平均 上車人次 | 來源              |
| ------------------ | ------------------ | ---------------- | ----------------- |
| 1977年（昭和52年） | 26,539             | 13,659           | [ 東京都統計 1 ]  |
| 1978年（昭和53年） | 29,641             | 15,861           | [ 東京都統計 2 ]  |
| 1979年（昭和54年） | 32,924             | 17,498           | [ 東京都統計 3 ]  |
| 1980年（昭和55年） | 35,558             | 18,850           | [ 東京都統計 4 ]  |
| 1981年（昭和56年） | 37,789             | 19,848           | [ 東京都統計 5 ]  |
| 1982年（昭和57年） | 39,778             | 20,973           | [ 東京都統計 6 ]  |
| 1983年（昭和58年） | 42,353             | 22,299           | [ 東京都統計 7 ]  |
| 1984年（昭和59年） | 45,673             | 23,875           | [ 東京都統計 8 ]  |
| 1985年（昭和60年） | 48,236             | 25,060           | [ 東京都統計 9 ]  |
| 1986年（昭和61年） | 49,342             | 26,078           | [ 東京都統計 10 ] |
| 1987年（昭和62年） | 49,729             | 26,483           | [ 東京都統計 11 ] |
| 1988年（昭和63年） | 51,785             | 27,524           | [ 東京都統計 12 ] |
| 1989年（平成元年） | 51,176             | 27,295           | [ 東京都統計 13 ] |
| 1990年（平成02年） | 54,170             | 27,947           | [ 東京都統計 14 ] |
| 1991年（平成03年） | 53,148             | 28,193           | [ 東京都統計 15 ] |
| 1992年（平成04年） | 52,575             | 28,311           | [ 東京都統計 16 ] |
| 1993年（平成05年） | 51,931             | 28,455           | [ 東京都統計 17 ] |
| 1994年（平成06年） | 52,671             | 28,695           | [ 東京都統計 18 ] |
| 1995年（平成07年） | 54,143             | 28,842           | [ 東京都統計 19 ] |
| 1996年（平成08年） | 54,043             | 29,243           | [ 東京都統計 20 ] |
| 1997年（平成09年） | 53,957             | 29,010           | [ 東京都統計 21 ] |
| 1998年（平成10年） | 53,497             | 28,634           | [ 東京都統計 22 ] |
| 1999年（平成11年） | 53,762             | 28,820           | [ 東京都統計 23 ] |
| 2000年（平成12年） | 55,703             | 28,981           | [ 東京都統計 24 ] |
| 2001年（平成13年） | 56,530             | 29,265           | [ 東京都統計 25 ] |
| 2002年（平成14年） | 56,536             | 29,223           | [ 東京都統計 26 ] |
| 2003年（平成15年） | 57,339             | 29,580           | [ 東京都統計 27 ] |
| 2004年（平成16年） | 57,790             | 30,130           | [ 東京都統計 28 ] |
| 2005年（平成17年） | 59,373             | 30,788           | [ 東京都統計 29 ] |
| 2006年（平成18年） | 61,183             | 31,645           | [ 東京都統計 30 ] |
| 2007年（平成19年） | 62,871             | 32,445           | [ 東京都統計 31 ] |
| 2008年（平成20年） | 63,632             | 32,546           | [ 東京都統計 32 ] |
| 2009年（平成21年） | 64,150             | 32,696           | [ 東京都統計 33 ] |
| 2010年（平成22年） | 65,075             | 33,111           | [ 東京都統計 34 ] |
| 2011年（平成23年） | 65,617             | 33,366           | [ 東京都統計 35 ] |
| 2012年（平成24年） | 67,930             | 34,498           | [ 東京都統計 36 ] |
| 2013年（平成25年） | 69,496             | 35,238           | [ 東京都統計 37 ] |
| 2014年（平成26年） | 68,794             | 34,771           | [ 東京都統計 38 ] |
| 2015年（平成27年） | 70,588             | 35,658           | [ 東京都統計 39 ] |
| 2016年（平成28年） | 71,753             |                  |                   |

備考
1. ↑  1977年4月7日開業。

## 周邊
- 海螺小姐通 - 站前往國道246號方向的櫻新町商店街路名。
- 長谷川町子美術館
- 7-Eleven世田谷海螺小姐通店 - 原為酒屋，是長谷川町子漫畫《海螺小姐》內的「三河屋」原型。
- 玉川通（國道246號）
- 東京都道427號瀨田貫井線（日语：東京都道427号瀬田貫井線）
- 櫻神宮
- 陸上自衛隊用賀駐屯地（日语：用賀駐屯地）
  - 海上自衛隊東京音樂隊（日语：音楽隊 (海上自衛隊)）
- 厚生勞動省國立醫藥品食品衛生研究所（日语：国立医薬品食品衛生研究所）
- 世田谷櫻新町郵局
- 馬事公苑
- 東京電力世田谷支社
- 東京瓦斯
- Royal（日语：ロイヤルホールディングス）東京本部（附設樂雅樂、時時樂）
- TOTO技術中心東京
- 東京都水道局（日语：東京都水道局）駒澤給水所（日语：駒沢給水所）
- 駒澤大學高等學校（日语：駒澤大学高等学校）
- 東京都立深澤高等學校（日语：東京都立深沢高等学校）
- 東京都立園藝高等學校（日语：東京都立園芸高等学校）
- 日本體育大學本部世田谷校區 - 步行15分
- 日體柔整拽門學校（日语：日体柔整専門学校）
- 武藏野大學附屬產後護理中心櫻新町（日语：武蔵野大学附属産後ケアセンター桜新町）

## 巴士路線

### 「櫻新町站」停留所
- 黑07系統：往目黑站、弦卷營業所（日语：東急バス弦巻営業所）
- 都立01系統：往都立大學站北口、弦卷營業所（僅入庫班次）、往成城學園前站（經岡本三丁目・、成育醫療研究中心（日语：国立成育医療研究センター）前）

## 相鄰車站
東急電鐵
 田園都市線
■急行
通過
■準急、■各站停車
駒澤大學（DT04）－櫻新町（DT05）－用賀（DT06）

## 延伸閱讀
- 宮田道一. . JTBパブリッシング. 2008-09-01. ISBN 9784533071669.

## 外部連結
- 櫻新町（各站資訊） - 東急電鐵（日語）